# Parler savoyard
Le parler savoyard est un ensemble de mots et d'expressions fréquemment employés par les Savoyards, encore appelés sabaudismes ou savoyardismes. Ces mots, expressions ou formes grammaticales proviennent soit du savoyard (appartenant à l'aire culturelle arpitane ou francoprovençale), soit de vieilles formes du français et de ses formes patoisantes, soit d'argot local comme le mourmé. De nombreuses expressions appartiennent également au français de Suisse.

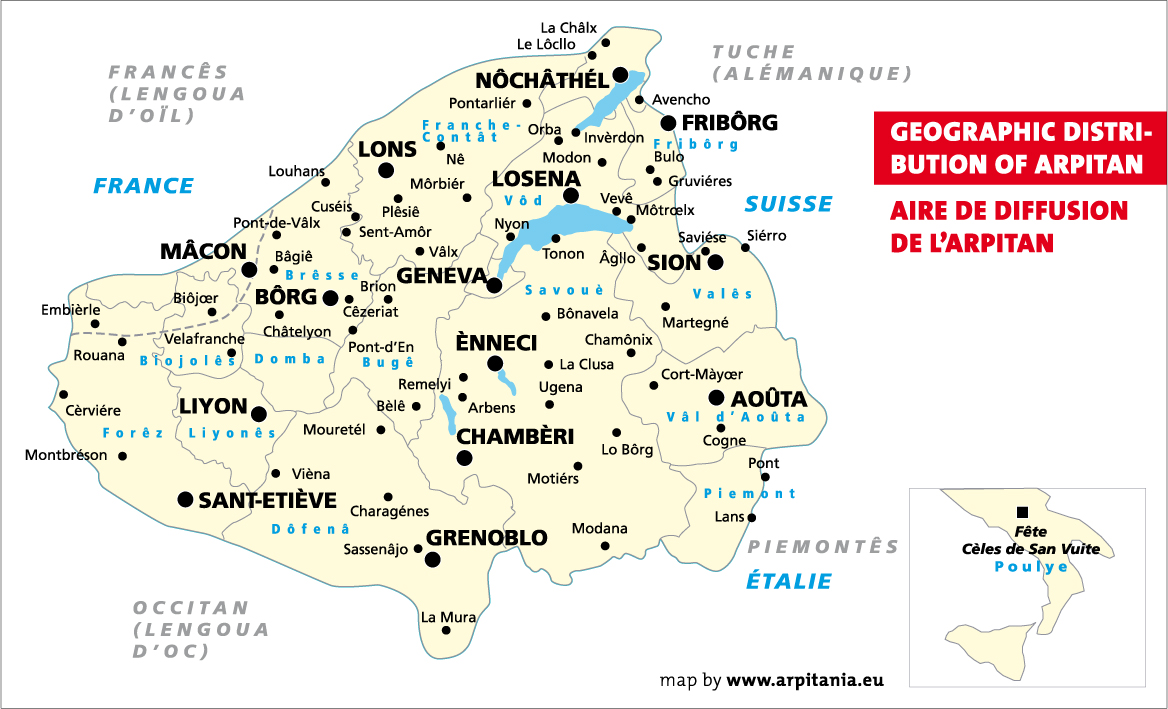
Le francoprovençal (ou arpitan) est la principale source d'influence du parler savoyard moderne. En voie de disparition, l'arpitan est encore parlé dans trois pays.

- Haut – A
- B
- C
- D
- E
- F
- G
- H
- I
- J
- K
- L
- M
- N
- O
- P
- Q
- R
- S
- T
- U
- V
- W
- X
- Y
- Z

## Contexte géographique et impact linguistique
La région dite des pays de Savoie se caractérise par une géographie très montagneuse, mais, dès le XIIe siècle, les voies de communications entre les vallées et les lieux de vie étaient entretenus et protégés par les féodaux et ont fait la richesse de la Savoie, du Haut Dauphiné, du Val d'Aoste et du Valais.

## A
- Abade (être à l') : être toujours au loin, hors de la maison
- Abadée (prendre une) : une remontrance, engueulade
- Abader (s') : sortir les bêtes de l'étable pour les mener paître, se lever
- Abochon (d') : sens dessus dessous
- Abord (d') : tout de suite (on y va d'abord)
- Accatrer : tasser le foin sur le chariot en le piétinant.
- Acouè : ordre donné au chien qui signifie "attaque"
- Adieu : bonjour, peut être suivi de donc pour appuyer la salutation : adieu, donc ! Il s'utilise également pour dire au revoir.
- Agacin : cor au pied (piémontais ajassin)
- Agoutter : tarir
- Ajoché : perché, posé en équilibre instable
- Aïa : entrain
- Aider (aller s') : donner un coup de main à un endroit précis (Vas t'aider à la remise, la mémé elle écllape du bois)
- Alpage, Alpe, Arpe, Aulp : pâturage d'altitude (diminutif : alpette, alpettaz, arpette, arpettaz)
- À la courate (être) : être parti
- Amener (s') : venir
- Amouëlé : entassé
- Appondre : ajouter
- Apprendre (s') à quelqu’un : imiter quelqu’un, prendre quelqu’un comme exemple, suivre l'exemple de quelqu’un, croire ce que dit quelqu’un
- Après : 
  1. en train (je suis après y faire)
  2. en avoir après (quelqu’un ou quelque chose) : en avoir contre (quelqu’un ou quelque chose) (Le chien il en a après moi, il me ron-ne après, le chien il m'en veut, il me grogne dessus)
  3. demander après quelque chose ou quelqu’un : réclamer (Il demande après toi : il veut te voir).
- "arabté"(une)(mettre) : tomber, se casser la figure
- Arrête (être) : être arrêté, adjectif verbal, du même genre que gonfle pour gonflé, trempe pour trempé, etc
- Arsouiller : mal recevoir ou reprendre durement quelqu'un
- Artieu : orteil
- Arvi (ou Arvi pa) : au revoir
- Astiquer : réprimander
- Attaque (avoir une) : crise cardiaque
- Atriau : crépine de débris de viande et abats de porc assaisonnée et cuite à la poêle
- Avalé la queue du chat (avoir) : être enroué
- Avance (avoir de l') : travailler vite et efficacement, ou avoir des économies
- Avia, ou avent (un) : baguette de saule pour faire les paniers (osier)
- Axiner : agacer, exciter

## B
- Baban (un): nigaud, paresseux, flâneur
- Babu (un): épouvantail
- Bâblais (un) : idiot
- Baboler : parler pour ne rien dire ou de manière indistincte
- Bachal : lavoir et abreuvoir (fontaine, bassin)
- Bade (aller à la) : tomber à l'eau (sens concret et figuré) ; Voir aussi Abade (à l')
- Bagolu : personne qui parle à tort et à travers ; ivrogne et dissipateur
- Bâiller : donner
- Balme : grotte (piémontais balma, occitan balma)
- Balouria : fête (ancien piémontais baleuria)
- Balourien : vagabond (piémontais tabaleuri)
- Bambelu : fanfaron bruyant et buveur
- Bamboué : fanfaron bruyant et buveur, nigaud
- Bara : frelon
- Baraquin : grand récipient, gamelle. Vehicule en mauvais état (tracteur voiture)
- Barata (du) : baratin
- Baraute : brouette
- Barjaquer : bavarder, faire des commérages
- Barrer (la porte) : fermer la porte
- Bartavalle : 
  1. personne parlant beaucoup, sans arrêt (piémontais bërtavela)
  2. mécanisme de poulie sur le chariot (qui couine quand on l'utilise)
- Bâtiule : sac de jute (sac à patate) d'une trentaine de litres que l'on porte en bandoulière à l'aide d'une ficelle ou d'une petite corde. La bâtiule sert de récipient pour faire les semis à pied
- Bazotter : dire des bêtises
- Beau (faire) : être très en colère
- Beau (se voir) : être dans une situation gênante (Je me suis vu beau sans phare en croisant les gendarmes)
- Bellet (un) : un agneau
- Benon (un) : panier
- Bergier : berger
- Bête habillée : Homme rude (du physique ou de l'esprit)
- Betton : lait de moins de 5 jours après le vêlage
- Beu(le) : désordre, bazar
- Beugner / bugner : heurter
- Bidoyon (le) : jus de pomme non pasteurisé, et aussi par extension : le cidre
- Billon : tronc d'arbre (piémontais bion)
- Biolle (la) : bouleau (piémontais biola)
- Bique : pénis
- Biquer : utiliser son pénis dans un rapport sexuel
- Biscantin : cidre (vallée de Thônes, Aravis)
- Bizole : pénis.
- Bizolet : petit vent frais.
- Blaguer : vanter
- Blanc-Gelée : gelée blanche
- Blèt, blèche : stupide, sans énergie
- Blet, blette : mouillé, mouillée (J'me suis assis dans l'eau, j'ai mé l'cul tout blet)
- Bleu, bleu foncé : pris de boisson, complètement bourré. Un rapport avec la même expression allemande ? (blau, ganz blau).
- Bobet : simple d'esprit
- Bocon : morceau
- Bognettes : beignets (à ne pas confondre avec la rissolle, sorte de beignet aux pommes)
- Boille (boye, bouille) : récipient en fer ou aluminium de forme et de capacité variable, utilisé principalement pour le transport du lait ou pour le traitement de la vigne.
- Bois m.pl. : forêt
- Boiton : étable à cochons ou chèvres
- Boné : trop manger, trop de nourriture dans l'estomac
- Bonami(e) : amoureux(se)
- Bonne-main : pourboire (piémontais bon-a man)
- Bore-la-fate : feignant
- Boriaud : personne peu délicate, une brute
- Boriauder : remuer, malmener
- Borincle : trou dans un mur de l'écurie par lequel on passe le foin pour les vaches
- Borniot : tuyau d'arrivée d'eau sur bassin (boire au borniot)
- Bosse, boffe : gros tonneau
- Bosson : tonneau
- Bote à cul : tabouret à un pied
- Botoillon : bouteille, flacon
- Bouchet (le) : lieu avec des bosquets
- Bouèrlée : meuglement d'une vache affolée ; par extension, cri de l'homme énervé
- Bouif : cordonnier
- Bouilli : pot au feu
- Bourillon (le) : nombril
- Bourte : maladroit, blaid
- Boutato : petit, nain
- Boyasse : gros ventre
- Boyassu(e) : personne qui a un gros ventre
- Boye (faire la) : lessive
- Boyon (le) : ventre
- Boyon (un petit...) : un veau
- Branlafatte : personne fainéante
- Brante : hotte pour transport de liquides (cidre, vin..)
- Branzin, bronzin : marmite (piémontais bronza)
- Brassé (être) : être retourné, perturbé
- Bregoule (une) : une morille
- Brêle (une) : une mule, ou un cheval
- Brin-né : un fou
- Brisolée : châtaignes grillées
- Brossu : mal coiffé
- Bugne : 
  1. crêpe cuite dans la friture.
  2. un coup ou le résultat physique de ce coup, prendre une bugne : prendre un coup
- Bzè : robinet ou gargouille qui coule en permanence dans le bassin
- Bzeille (la) : tempête

## C
- Ça <possessif> : <possessif> parcelle (Ça nôtre, c'est à côté de ça tien : notre parcelle est à côté de la tienne)
- Cabiolon : cagibi
- Cacagnule (ou Cacagnolet) : personne sans autonomie qui se noie dans un verre d'eau
- Cacati, Cacatire ou encore Cacatier : toilettes en bois au fond du jardin
- Cacouille : excrément, fiente, crotte
- Cacouller : déféquer, caquer
- Caïon : porc, cochon
- Calo : arbre têtard destiné à la production de bois de tressage
- Camber : enjamber
- Caoué : crotté, mouillé
- Capot : honteux (vocabulaire du jeu de belote)
- Caquelon : casserole généralement en terre cuite vernie dans laquelle on sert la fondue
- Ça qu'est des <qualificatif au pluriel> : quel <qualificatif au singulier> (Ça qu'est des feignants ! : quel fainéant !; Ça qu'est des artistes ! : quel artiste !)
- Carottes rouges : betteraves
- Catale (une) : une poulie
- Catelle : carrelage, faïence
- Caterelle : petite girolle poussant en touffe
- Catifles : pommes de terre
- Catolle : 
  1. boule de bouse séchée au cul d'une vache, et par extension au cul de n'importe quel mammifère.
  2. Prendre une catolle, recevoir un projectile (pierre, boule de neige, balle de football). Le lien sémantique avec le sens 1) est évident.
- Cattes : synonyme de catolle, par extension : dreadlocks[réf. nécessaire]
- Causé (avoir) : avoir parlé (le sujet dont je vous ai causé)
- Cavaillu (à) : à califourchon
- Châble : couloir dans un bois permettant de faire glisser des troncs d'arbres, voir chablis
- Chaffon : cornet, sachet
- Chaille (à) : au sens figuré, loin. Chailles est un hameau de Saint-Franc, dans l'avant-pays savoyard.
- Chailler : piétiner (les récoltes).
- Châlée : trace dans la neige, chemin tracé dans la neige par les pas des marcheurs (Faire la châlée : faire la trace)
- Challer : voir des gens, discuter, être en société (challer les ballavauds)
- Champer : jeter (Champes-y là, ça fera bien comme ça : jette le/la ici, on en a assez fait)
- Chanterelle : girolle
- Charfer : chercher
- Charpillère : bâche de 4MX4M environ en toile de jute qui sert à transporter de l'herbe ou du foin en nouant deux à deux les coins opposés
- Chavan (le) : chat-huant, chouette
- Chavassine : pièce de terrain longue et étroite (souvent en bout d'un champ labouré)
- Chenil (ch'ni) : endroit désordonné (comme on peut en trouver dans un local pour chien en général. D'aucuns prétendent, en Suisse, que ce mot proviendrait du Suisse-Allemand: schnee = neige) , situation confuse. Prononcé ch'ni, le savoyard ne prononçant que très rarement les e muets.
- Chenau ou Ch'nau : chéneau (gouttière, égout de toiture)
- Chione : excrément, personne chiante, pénible.
- Chiouse : excrément, fiente, crotte
- Chiouser : déféquer, caquer
- Chopine : pichet
- Chosal (le) : maison en ruine
- Chouia (la) : chemin
- Cicler : crier (son aigu) comme le chien battu.
- Clopet : petit somme, assoupissement
- Cocoler : couver, dorloter
- Coffa féne : pute, salope (littéralement : sale femme)
- Coffe (être) : sale
- Cofi (le): petit récipient cylindrique en bois qui se porte à la ceinture dans lequel on met la molette ou mule (pierre à aiguiser la faux)
- Coille : balle d'arme à feu, prendre une colye. Littéralement : couille
- Colère (être) : être en colère (Il était tout colère après moi !)
- Combe (la) : vallée en flanc de montagne (piémontais comba)
- Combine courbe : embrouille, escroquerie
- Connaitre (se) : se remarquer (ça se connait que j'ai donné l'Opinel au magnin ?)
- Corcière : congère
- Corgnule (la) : larynx, on dit aussi le corgnolon
- Cornet : sachet d'emballage (ex: cornet Auchan). Originellement il s'agit d'un sac en papier.
- Corti : jardin
- Cote : cale
- Coter : caler ou fermer (une porte)
- Côtes (les) : terrain en pente à flanc de montagne
- Côtes en long : poil dans la main ; avoir les côtes en long vous empêche de vous baisser pour travailler la terre.
- Couatron : limace
- Coucou : Primevère officinale
- Couenne (la): personne pas franche et/ou méchante
- Couèno : planche arrondi sur un face, résidu de sciage d'un tronc
- Couratte : vagabondage (Il est mé à la couratte par les bois)
- Couratier : qui court les femmes
- Course : Randonnée, excursion. Course d’école: sortie de fin d’année
- Course : épidémie de gastro ou similaire
- Crache : friandise à base de résidu de beurre fondu mélangé à du sucre
- Craquelin : bûgne, merveille
- Crochon : entame du pain (piémontais crocion)
- Crouè, Croêju : petit (Nan crouè bocon = un petit morceau), désigne également une lampe-réchaud typique de petite taille
- Crouès : enfants
- Crouille : personne ou animal rachitique (piémontais cròj)
- Crozets : petites pâtes carrées (le terme viendrait de crouè ou croêju)
- Cublette : faucon
- Cuchon : tas
- Cuissettes : short
- Cupesser : intransitif; tomber à la renverse
- Cupesser : transitif; renverser
- Cupesser (une dame) : avoir un rendez vous galant

## D
- Daille : faux
- Damo : plus haut dans la montagne (ceux du damo)
- Darbon (un) : une taupe
- Darse (une) : une ortie
- Débarouler : aller vite (y débaroulait tout schuss du haut de la côte) ; par extension : faire irruption
- Décapadjo : dégingandé (aussi: personne de grande taille - décapa : décrocher + diot : saucisse, donc capable de décrocher les diots séchant aux poutres)
- Dédule (une) : prétexte
- Déguiller : faire tomber (d'un endroit perché), gauler (les noix), se dit pour les fruits ou les nids de nuisibles
- Démané : sans ressource, désorienté (depuis qu'il est à la retraite, il est tout démané)
- Dendlyion, dents-de-lion : pissenlits, que l'on mange en salade au printemps, les plus tendres et bien blanchis étant ramassés dans les taupinières
- Depuis dehors : de l'extérieur
- Désarper : démontagner, revenir de la transhumance
- De traviôle : de travers
- Dépiauter : désosser, travail du boucher pour préparer les quartiers de viande à partir d'une bête tuée
- Diaffe (la): boue
- Dio (le): terre argileuse
- Diots (ou Diô) : saucisses savoyardes
- Dommager : gaspiller
- Doron : torrent, de la même famille que Dranse (Chablais), Foron (Faucigny) et même Durance (Haute Provence)
- Dranse : torrent, de la même famille que Doron (Tarentaise, Maurienne), Foron (Faucigny) et même Durance (Haute Provence)
- Drè (tout) : tout droit. Drè dans le pentu.
- Davo : en bas de la montagne

## E
- Ebouller / Ebouèler : abîmer, éventrer
- Ébriquer : abîmer
- Écailler : écarteler (transitif ou intransitif)
- Écllaper : casser, initialement se rapporte au bois qu'on fend pour faire du petit bois (des écllapons) (J'ai écllapé mes lunettes) (piémontais s-ciapé)
- Écurie : étable. En français régional de Savoie on ne connait pas le mot étable, on emploie écurie indifféremment pour l'écurie et pour l'étable. En francoprovençal l'étable se dit le beu.
- Édiauffer / étiaffer / égnaffer : écraser, déchiqueter
- Egrôs : escaliers
- Éjaratter : se démener, gigoter dans tous les sens, semer le trouble (littéralement: action de la poule qui gratte le sol)
- Emapper : glisser (une échelle mal positionnée, par exemple)
- Embourni : personne pas très éveillée et têtue
- Emmerdelé : salir d'excrément, de terre, de chocolat...
- Emmouellé : fatigué, malade, las
- Émotté : personne chauve
- Émotter : enlever les branches d'un arbre
- Empacoter : salir dans la boue
- Énarper : enmontagner
- Encatalé : emmêlé (des ficelles, ou des cheveux)
- Enchapler : refaire le fil de la faux avec un marteau sur une enclume spéciale
- Encoubler (s') : trébucher
- Engoine : endroit étroit difficile à exploiter
- Enjoquer (s') : s'étrangler
- Enquiapper : 
  1. enfiler
  2. rouler très vite
- Enrayer : commencer un travail au champ
- Entamé : irrité, enflammé ("après la démontagnu, il avait les pieds tout entamés")
- Envartoyer : emmêler (piémontais anvërtojé)
- Épeuffer : 
  1. éliminer, littéralement réduire en poussière
  2. agité, cherchant son souffle (il est arrivé au dernier moment tout épeuffé)
- Époulailler : effrayer
- Epourdir : poursuivre
- Éssnailles : tenailles
- Étalien : habitants d'Eteaux
- Étarta : serfouette, outil de jardinage
- Éterpette : serfouette, outil de jardinage
- Être après : être occupé à une tâche
- Être loin : partir
- Étrènes (les) : le cadeau de Noël ou d'anniversaire
- Êtroublons : chaume après les moissons
- Eu : participe passé de avoir utilisé dans le passé surcomposé (Ça s'est eu fait)

## F
- Façon (avoir bonne): avoir une bonne présentation/ prestance
- Faire de cas (ne pas en) : ignorer (Fais en point de cas, ça finira bien par lui passer : ignore la, elle finira bien par oublier)
- Failles : écobuage (brûlis des chaumes en fin d'hiver)
- Faitout : marmite
- Fanfiourne : petite histoire sans intérêt
- Fanfoué, Fafoi, Fafoué : François, Il y en a au moins un par famille Savoyarde en hommage à St François de Sales le plus célèbre des rares saints Savoyards
- Fafiot : papier, billet de banque, pompe (à l'école). Mot d'argot du francoprovençal, probablement du mourmé.
- Farfalée : nuée (Une farfalée de gamins)
- Farféte : tartine
- Farolyi : personne qui aime accumuler la ferraille, dont les alentours de l'habitation sont une vraie décharge à ferraille
- Fascine : fagot
- Fayard (le) : le hêtre
- Fénole : mégère
- Féra (la) : poisson de lac
- Fiant : mouillé, trempé : tout fiant
- Fidés : vermicelles cuites dans l'huile puis dans l'eau avec un oignon
- Fin : complètement (il est fin saoul)
- Fins (les) : lieu avec bonne terre
- Fion : pique, mot blessant (il m'a envoyé un fion)
- Flaner(se): se faire taper, se battre
- Flané : volé, disparu
- Floppée : grande quantité
- Foa d'écllape !! : juron, foi de Dieu !! (Variante: foa nom d'écllape !!)
- Foiner : faner
- Follache, Follachon : écervelé(e)
- Follèrée : imbécilité
- Folleru : excentrique, personne pas sérieuse
- Fontanil : lieu avec une fontaine
- Foron (le) : torrent, de la même famille que Dranse (Chablais), Doron (Tarantaise, Maurienne) et même Durance (Haute-Provence)
- Fôte (le f est prononcé comme le th anglais) : besoin (y'en a pas fôte : on n'en a pas besoin)
- Fouette à pigeon (la) : faucon crécerelle
- Fouèse : Françoise, femme ou fille insupportable, méchante, impolie, malhonnête
- Fourbis : désordre
- Foussoir (le) : outil pour le jardin; houe
- Foutimasser : s'agiter sans efficacité
- Franc : complètement, très (C'est franc bon; Il est franc saoul)
- Fréquenter : courtiser, flirter
- Fricassée : plat de pommes de terre coupées en bâtonnets ou en cubes, cuites à la poêle
- Frite n.f. : les fruits (collectif), par extension, la confiture (Faut pas manger rien que la frite, sur ton pain, hein ! : Il ne faut pas manger que la confiture, sur ta tartine !)
- Fromage : emmental (que l'on fabriquait autrefois en grosse meules de 150 kg dans les fruitières). Tu veux quoi, du fromage, du reblochon ou de la tomme ? : Que préfères-tu, de l'emmental, du reblochon ou de la tomme ?
- Frouiller : tricher
- Fruitière : coopérative laitière
- Fumier ! : injure ultime pour marquer son dégoût, son rejet de toute considération pour la personne. Il faut vraiment avoir été gravement déloyal avec un Savoyard pour recevoir ce qualificatif.

## G
- Gabelou : agent des impôts, douanier
- Gadiaufe : boue
- Gadin : une pierre ; prendre un gadin : faire une chute (en particulier à ski)
- Galetas : grenier
- Gâter : abimer
- Gamme (la) : zizanie
- Ganfollion : pataugeur
- Gâtion : enfant choyé
- Gigue : jambe
- Giguet : (jiguet) petit, court sur pattes
- Glinglin : (guinglin) petit doigt. Surtout connu pour la Saint-Glinglin : jour qui n'arrive jamais (Il me remboursera à la saint Glinglin !)
- Gniauque : personne pas très éveillée
- Gnia : famille nombreuse
- Gniagnou : benêt
- Gnaffe : claque
- Gnôle (la) : eau de vie
- Gnolle (la) : brouillard, nuage
- Gnô (le) : faux œuf placé dans le nid pour inciter les poules à pondre à cet endroit. Fig.: personne sans caractère.
- Gnolu(e) (adjectif) : rêveur, incapable, bête (dérivé de gnolle, désigne un rêveur dans les nuages)
- Gnon : coup de poing
- Gobilles : yeux
- Gôgnes (faire des) : manières, grimaces (Fais pas tant de gôgnes pour manger ta soupe !)
- Golet : trou
- Gonfle : gonflé(e), enflé(e), adjectif verbal, voir Arrête (Chui toute gonfle)
- Gonvi (un) (ou goillon) : étui qu'on porte à la ceinture pour mettre la pierre à aiguiser, lorsqu'on fauche. Voir aussi « Cofi »
- Gorgeon : gorgée d'alcool
- Gouappe, n.f. : ivrogne, se dit aussi de quelqu'un qui ne sait pas s'arrêter de manger
- Goufa (une) : touffe de cheveux
- Gougnafier : personne qui fait un travail bâclé
- Gouilla (être) : fatigué
- Gouille : flaque, mare
- Goutte (la) : eau-de-vie
- Goutte (machine à): alambic
- Goyarde, goyet : serpe
- Grailler : manger
- Graillon (sentir le) : graisse de cuisson ; par extension : repas en cours de préparation
- Grattacu : (ou gratte-cul) fruit de l'églantier, rosier sauvage (piémontais grata-cul), cynorrhodon
- Grappillon : chemin, champ ayant une côte très pentue
- Grebatter : s'agiter, secouer le cocotier. Ça va grebatter à la réunion ce tantôt. Originellement se dit du bétail qui parfois s'agite à l'étable
- Grêffion : cerise (piémontais grafion)
- Gremailler : séparer les cerneaux de noix de la coque
- Gremottu : rugueux (mains rugueuses)
- Greube : bouton, acné, pustule
- Greuler : secouer (un arbre pour en faire tomber les fruits)
- Grimace (faire une) : un faux pli
- Grolle : récipient en bois destiné à des liquides
- Grolles : chaussures
- Groller : rentrer tard le soir
- Groin : visage, nez (T'es mé toute coffe par le grouin, petit ganfollion va ! : ton visage est de nouveau tout sale, petite pataugeuse va !)
- Groin (tordre le) : avoir le visage qui montre son desaccord
- Gueu : remplace Dieu dans nombre de gros mots: (par peur du curé??) vingt gueux, de gueu, bon gueu et autres déclinaisons plus ou moins fleuries ! (Gu ou Dju dans les patois voisins.)
- Guiniauche : poupée
- Guinglin : le petit doigt
- Guise (une) : pierre à aiguiser (la daille)

## H
- Harnais : équipement pour le cheval, qui devient au sens figuré une machine ou une personne compliquée et difficilement gérable (La femme du Fanfoué, quel harnais !)
- Hiaute (la) (ou Yaute) : Haute-Savoie
- Hier au soir : hier soir
- Huitante : quatre-vingts

## I
- Idée (ne pas avoir): ne pas pouvoir s'imaginer
- Iles (les) : endroit isolé

## J
- Jacques (faire le) : faire du bruit
- Javolet : bavard
- Journal : unité de surface (correspond à la surface labourée par un cheval en un jour) variable suivant les vallées ; 30 ares autour du Mont Sion
- Jus : café (Tu bois l'jus ?)
- Juste : 7 heures justes = exactement à 7 heures

## L
- Lait de poule : sorte de vin chaud avec du lait et un jaune d’œuf
- Langoué (un) : petite flaque. Renverse pas le tara, tu vas faire des langoués sur la table.
- Lanhoui : orvet
- Lapé : Rumex
- Lardère (une) : mésange (et par extension quelqu'un qui mange peu)
- Lion de Serrasson (Le) : personne agressive et redoutée (en référence au lion hébergé dans un bar restaurant du pont de Serrasson, commune de Musièges)
- Liquette : chemisette
- Lani : aussi appelé canavé : toile de jute pour transport de foin ou paille ou regain.

## M
- Machuré : 
  1. qui à le visage sale
  2. ivre
- Mafi, mafite : fatigué(e) (Samoëns, Chablais)
- Magnin : rémouleur, étameur, aiguiseur ambulant
- Mal vissé : de mauvaise humeur
- Malhonnête : pervers, qui cherche à manipuler les filles pour les profiter d'elles sexuellement, au risque de les mettre enceintes (C'est un gros malhonnête celui-là). Le sens est très fort, recevoir ce qualificatif, équivaut presque à la première pierre du lynchage.
- Malotru (un) : sans gêne
- Mappe (la) : le cadastre
- Mâpi (la) : bille à jouer
- Matafan : galettes de pommes de terre
- Mate n.f. : tas de bois
- Matafan (matefaim): sorte de beignet cuit dans l'huile. Au sens figuré : personne obèse
- Mé (t’es mé là) : encore (tu es encore là)
- Mécanique : frein
- Meilleur temps (avoir) : il est préférable (on a meilleur temps de passer par là)
- Meuron, muron : Mûre, (nom ancien d'un lieu-dit de Mieussy)
- Moder : partir
- Miladiou : personne d'origine du midi de la France
- Moffu : gros, épais
- Mogeon : petit veau (ou fille pas très belle)
- Moin-ne, n.f. : geignard, personne qui se plaint en permanence
- Moin-ner : geindre, se plaindre
- Molette (la) : pierre pour aiguiser la faux, aussi appelée mule
- Mollard : grosse colline
- Mollardier : semi-vagabond, travailleur journalier
- Mollier (le) : endroit humide
- Monchu : bourgeois, touriste, pédant. Initialement le mot qui veut dire « monsieur » désignait le bourgeois, le notable, indifféremment rural ou urbain. Il a pris différents sens par extension suivant les coins de Savoie. Par exemple dans les stations, et les endroits où on a vu débarquer les premiers touristes au XIXe siècle - évidemment des bourgeois, souvent anglais d'ailleurs - il a pris le sens de touriste. Dans d'autres endroits le mot désigne celui qui arrive en terrain conquis, qui croit tout savoir mieux que l'autochtone, qui cherche toujours à en imposer et à en démontrer. Le jacobin est, par définition, un monchu.
- Montagnu, Démontagnu (la) : montée en alpage (printemps), descente de l'alpage (automne)
- Moraine : débris de roches transportés par un glacier
- Morge: Torrent
- Mouchu de fatte : mouchoir en tissus
- Mougie : gris
- Moule (le) : unité de mesure de volume de bois (3 stères, 3 m3)
- Musique à bouche (la) : harmonica

## N
- Nant : torrent, ruisseau
- N'en : en (Faut n'en remettre encore, la boffe est pas pleine)
- Neivoler : neiger très légèrement, neigeoter
- Nieuf : idiot, imbécile
- Niffler : mettre son nez ou l'on ne devrait pas (piémontais nufié)
- Nio (le): Œuf artificiel que l'on place dans le nid pour inciter les poules à pondre ou couver
- Nio : blaid (t'est nio ou quoi ?)
- 'Niole : nuage, brouillard
- Niolu, -e : Rêveur (qui est dans les nuages). Stupide, dadais, niais, sot
- Nion : ne ... personne (y'a nion = il n'y a personne, personne n'est là)
- Nyon et Coppet (C'est) : Ça ne vaut rien
- Niouler : pleurer
- Nonante : quatre-vingt-dix
- Nom (petit) : prénom (C'est quoi ton petit nom ?)

## O
- Octante : quatre-vingt
- Ouaffe (la): neige fondante
- Ouanhoualer : mouvement oscillatoire d'un objet (ou d'une personne) en équilibre instable
- Ouè : 
  1. oui
  2. épervier
- Ouatasser : secouer
- Ouedzet : réaction brusque d'un animal ou d'un homme ou même d'un véhicule (embardée) à la suite d'un événement imprévu (glissade, choc, etc.) qui peut aller jusqu'à la chute ou l'accident. Souvent employé de nos jours dans le jargon des skieurs.
- Ouatasseuse : faneuse (pirouette, engin agricole)
- Ouin-ouins (les) : habitants de Genève, par extension les Suisses.
- Ourde : pénible, turbulent, énervant, insupportable (piémontais lord)

## P
- Pacot : boue
- Pacoter : salir de boue, saleté.
- Pagu : paysan
- Palanzon : personne un peu stupide (à l'origine, un gros bout de bois) (vallée de Bozel)
- Panais : sorte de carotte, figuré: imbécile
- Panaman : torchon
- Panfu : ventripotent
- Panosse : serpillère servant aux nettoyages du sol
- Pâquier : pâturage
- Par : utilisé pour désigner un emplacement vague (Par les champs : dans les champs; il couratte par les bois : il se promène dans la forêt)
- Par mi (se faire) : faire dans sa culotte, se caquer par mi.
- Partoret (le): couperet à viande
- Pas ? : sert à ponctuer les phrases, invite à obtenir l'approbation de l'interlocuteur, équivalent de n'est ce pas en français (Je vais m'en moder, pas)
- Passa-franc (le) : raccourci
- Passavolan : faucille à long manche
- Passé surcomposé : en Savoie, on emploie le passé surcomposé
- Passnaille : carotte
- Passnaillu : habitant de la région albanaise, autour de Rumilly; un lapin
- Pataler : marcher vite ou courir
- Patiôque : boue épaisse (piémontais paciòch)
- Patrouiller : tripoter
- Patte : chiffon, chiffon épais servant d'éponge
- Pattemouille : tissu humide utilisé pour le repassage
- Pattier : chiffonnier, souillon. Habillé comme un pattier : mal habillé
- Péclet (le) : petit levier
- Pécloter : être en petite santé
- Pêle (le) : pièce ou chambre chauffée par un poêle
- Pelle carrée : bêche
- Pétolle : crotte de lapin, mouton, chèvre, ...
- Pnai ou pné (faire le) : bouder
- Penses-tu : pour dire non
- Perrière (la) : endroit rempli de pierres
- Personne vu (j'ai) : j'ai vu personne
- Pertuis : col
- Peufe : poussière. Par extension, dans l'argot des snowboardeurs : neige poudreuse
- Peuzhe : pouce, utilisé à Samoëns, pays du Mourmé
- Pider ou piter : arpenter : mesurer un terrain en marchant. écraser
- Piogre : un lieu inaccessible, très (et même trop !) loin. Lieu imaginaire où on envoie paître les importuns. Nom propre.
- Piaute : jambe (piémontais piòta)
- Piochon : piolet
- Piouler : parler d'une voix aiguë (une pioule), se plaindre, râler
- Pioulet, Pioustre : Italien (péjoratif)
- Piques-Meurons : en Haute-Savoie, terme désignant les Genevois traversant la frontière le dimanche pour « dévaliser » les coins où poussent les mûres (et par abus de langage, s'applique également selon la saison aux myrtilles, champignons, châtaignes, ...)
- Pisse prin : Avare (pisse peu)
- Pitater : attendre, faire la queue, perdre son temps
- Piter ou pider : arpenter : mesurer un terrain en marchant. écraser
- Pitin : désordre, saleté, farce
- Platières : plateaux
- Plier : emballer (Le jambon, je vous le plie dans un cornet ?)
- Plot (le) : billot servant à fendre le bois
- Plot (dormir comme un) : dormir comme un loir
- Pnai ou pné (faire le) : bouder
- Poche (la) : louche (cuisine)
- Point : pas (y a point d'grefion cette année)
- Polaille : poule
- Polente (prononcé polinte) : semoule de maïs (voir Polenta) (piémontais polenta)
- Pomadin : barbier, coiffeur
- Potte (faire la) : bouder
- Poué : cochon, porc
- Pour selon : bien que pour selon qu'il a pas plu, la terre est pas encore trop sèche
- Pras (les) : les prés
- Prin : (adj.) peu, (nm) débris (de foin)
- Profiter : croitre, grandir (pour les légumes, les animaux et les hommes)
- Puis: Utilisé pour indiquer le futur (Italien : poi)

## Q
- Quand : en même temps que (Je me suis abadé quand les poules : « je me suis levé de bonne heure », littéralement « je me suis levé en même temps que les poules » ; On arrivera bien quand nous : « on arrivera à une heure indéterminée, nous ne sommes pas pressés »)
- Que : bien sûr que (que non)
- Quelque endroit (à) : quelque part (Tu trouveras bien à te loger à quelque endroit, pas ?)
- Quinquets : yeux
- Quive : diarrhée, colique

## R
- Rabobiner (se) : se réconcilier
- Radée : averse
- Raffe (la) : diarrhée
- Ragot, ragothion : chétif, malingre
- Raide comme la justice de Berne : sévère, psychorigide
- Ramasse, ramaffe, r'maffe : balai (piémontais ramassa)
- Ramener (la) : revenir sur un sujet
- Rampons, ramponnets : mâche
- Ran : gros bâton
- Raouatter : s'agiter
- Raouée (les) : traces laissées par les roues dans un terrain boueux
- Rapa-grouè : râpe à groin, harmonica, se dit aussi: "Musique à bouche"
- Rapines (les) : terrain en pente
- Rapportapet (le) : dénonciateur
- Râteau (être) : pingre, avare, malhonnête
- Rate : rat, souris, le terme est féminin en français régional, comme il l'est en francoprovençal (piémontais rata)
- Rat fréti : gros rat, rat fruitier
- Ratavolère (une) : chauve souris
- Rattasser : chercher, fouiller
- Rattes : dents de lait
- Rave : je t'emmerde
- Ravoir : rattraper (une bêtise)
- Reblochon : fromage savoyard fait de lait gras
- Rebioller : végétation qui repart au printemps
- Réduire : ranger
- Remmontagner (se) : partir
- Renfort de Sezegnin (Le) : personne qui arrive au travail en retard (en référence à la bataille de l'escalade ou des troupes venant de Sezegnin sont arrivées le lendemain de la bataille)
- Repenser : penser une nouvelle fois
- Rhabilleur : rabouteux
- Rin-ro : sans ménagement, on peut ajouter Bim-boum (ils sont partis avec la barôte rin-ro, bim-boum !)
- Rincée : orage
- Ringaler : casser les pieds; traîner, lambiner
- Ringue (la) : personne casse pied qui répète sans cesse la même chose
- Rioule (faire la) : fête
- Riper le soleil : peu efficace, peu réaliste (une équipe à riper le soleil)
- Rissole : pâte fourrée à la pomme, la poire ou au coing.
- Rival : cours d'eau
- Rhabilleur : rebouteux
- Rôde (être à la) : errer avec la curiosité, sans but précis, mais en cherchant quelque chose à valoriser, se promener en fouinant çà et là (Il est à la rôde : il est parti se promener, mais on ne sait pas trop où et on ne sait pas trop quand il reviendra)
- Roguet : garçon de ferme
- Roillée : forte pluie (On s'est pris une de ces roillées - Ça pleut à roille). Littéralement, pleuvoir des cordes.
- Roiller: Pleuvoir à verse (ça roille mé !, il pleut de nouveau).
- Ron-ner : grogner, rouspéter
- Rouelle : andain de foin prêt pour le ramassage ou le compressage par la botteleuse
- Ruclater : bricoler, travailler sans grand rendement
- Ruclon : décharge ou chose bonne pour la décharge. Désigne aussi plus spécifiquement le compost.
- Ruppe : ravin, grande pente (se dit aussi rippe)
- R'zules : rissoles

## S
- Sagatter : couper de façon bâclée
- Sagatti (le) : boucher
- Saisie (la) : roche
- Saloper : salir, bâcler (Rentrer tout salopé, un travail salopé)
- Saoul (manger son) : manger à sa faim (Mange donc, t'as pas mangé ton saoul !)
- Sapé : chapeau (également type de chapeau traditionnel principalement de couleur noir)
- Sarcloret : sarcloir
- Sauce coffe (la) : civet d'abat de sanglier (se mange souvent le dimanche soir à la fin d'une partie de chasse)
- Scier les côtes : insister lourdement auprès de quelqu'un
- Scorsonère, prononcé scorsnère : salsifis
- Séchon : Enfant maigre, maladif
- Seille (la) : baquet en bois, seau en bois
- Selon (pour) : voir pour selon
- Sent-bon : parfum
- Septante : soixante-dix
- Seulement : donc (Entrez seulement !)
- Smouter : piétiner (les plates bandes par exemple)
- S'niule : manivelle[1], par extension : phénomène ennuyeux car répétitif
- Snaille (la) : sonnaille: dérivé de la cloche en tôle de fer que l'on met au cou des vaches
- Snailler (se faire) : se faire sonner les cloches
- Soigner : nourrir et faire la litière des vaches
- Soli : fenil
- Sôque : chaussures (piémontais sòco)
- Souci (prendre du) : songer à partir
- Sur : après (Il faut pas aller se coucher sur la soupe : il ne faut pas aller se coucher tout de suite après avoir mangé la soupe)

## T
- Tabanné : fou dangereux
- Tabornio : têtu
- Taffu : colère, énervement (J'ai le taffu aujourd'hui)
- Taillon : morceau. Se dit des patates coupées en morceaux pour les planter
- Taleine : frelon
- Tannée : volée de coup
- Tant : tellement, autant (Ça fait pas tant chaud dans cette maison; Il a tant fait, qu'il a fini par se faire mal; Fais pas tant de gôgnes)
- Tant faire : insister, synonyme de à force de faire
- Tantôt : cet après-midi
- Tapafemi : tape-fumier, simplet
- Tapes à fumier : grands pieds (C'est pas des pieds qu'il a, c'est des tapes à fumier !!)
- Tara (un) : Pot à eau
- Tarabé : personne simple, idiot
- Tartifle : pomme de terre (piémontais trìfole ou tartifle). Tartiflles u barbot : patates cuites à l'eau.
- Tartiflli : personne bedonnante qui mange beaucoup, littéralement « mangeur de patates »
- Tasson : blaireau (piémontais tasson)
- Tatacul de polaille ou tassa cul de polaille : personne qui se torture l'esprit sur des choses sans intérêt (littéralement : "Qui tâte le cul des poules")
- Tataru : têtu, borné
- Tatu : personne têtue, bornée
- Tatte : teppes, terres en friche
- Taune (la) : frelon
- Tavaillon : planchette en bois pour toiture
- Tavan : taon (italien tavano)
- Tchav : équivalent de monchu : touriste, bourgeois
- Tchoucaton : un voyou, sauvageon
- Tchouk (être) : être légèrement ivre (piémontais cioch)
- Teppes (les) : terres en friche
- Tintots (avoir les) : être légèrement saoul
- Tiocan : habitant du pays de Gex
- Tiolon (le) : le petit (homme)
- Tip-top : Parfait (tes cardons étaient tip-top !)
- Tiquenailler : agacer
- Toille : bouteille, voir botollion
- Tomme : fromage de lait de vache, denrée précieuse pour le savoyard, d'où l'expression : t'es bien le meilleur après la tomme et l'beurre !. (piémontais toma)
- Tomme blanche : sorte de fromage blanc frais et d'aspect lisse mis en faisselle.
- Tossolet (ça va pas tossolet) ; c'est pas facile
- Toucher (la main) : serrer la main
- Toupin ou Taupin n.m. : pot en terre cuite pour servir les liquides à table (eau, vin, lait, bidollion, ...), (piémontais tupin)
- Toupine (la) : jarre en terre cuite
- Touteler : espionner les gens depuis sa fenêtre
- Tô plan (aller) (ou tout plan) : marcher tranquillement, lentement
- Tozon (avoir le) : être saoul
- Tracle (la): crème forte en goût, à base de raclure de fromage ou de vieux fromage macéré dans la gnôle et quelques épices
- Trempe : trempé, adjectif verbal, voir Arrête (Chui tout trempe !!)
- Triendine (la) : bêche à dent
- Trolli : pressoir
- Trouver (venir): rendre visite (Demain, tu viendras bien m'trouver, pas ?)
- Trouver le temps long : s'ennuyer, se languir, (piémontais trové longh) (- Alors mémé, ça va dans ta maison de retraite ? - Oh je trouve bien un peu le temps long, je voudrais rentrer chez moi...)
- Thylon(e) : habitant de la ville de Thyez.

## U
- Uvri : ouvrier, manutentionnaire, apprenti

## V
- Vairon : surnom donné aux annéciens par les passenaillus, relatif au poisson figurant sur les armoiries d'Annecy
- Vanné : très fatigué
- Vardiaf (la) (ou vardaf) : écureuil
- Vargne (le) : désigne le Sapin blanc
- Vartollion : 1) état de quelque chose qui s'enroule, qui s'emmêle (piémontais vërtoj) . Les liserons font des vartollions pour croître autour des piquets et des barbelés. 2) lacets d'une route de montagne
- Veiller (se) : faire attention (Veilles toi le renard quand il sortira)
- Venir : devenir (piémontais ven-e ou vnì)(Ça vient gros comme le doigt en grandissant)
- Ventre jaune : Bressan, surnom dû soit à la couleur du ventre des poulets de Bresse nourris au maïs, soit à la bourse (pleine d'or !) portée par les maquignons Bressans à la ceinture
- Verne : Aulne
- Vétia : voila
- Vi ou Vy (la) : chemin
- Vie (faire la) : mener une vie de débauche
- Vie (faire une) : faire du scandale, taper une crise (Il a fait une de ces vies ! Elle m'en a fait toute une vie de la bugne que je lui ai fait à son auto)
- Vieux (date de) : depuis longtemps (Ça s'est eu vu, mais ça date de vieux...)
- Vieux (se faire) : durer longtemps, tenir le coup (Ce soir je vais pas me faire vieux, je vais aller me coucher tôt)
- Vigousse : vigoureux
- Vilain (faire) : barder (Ça a fait vilain chez l'Touéno, hier au soir)
- Villard (le) : hameau
- Vint diou : mince, zut
- "vinvoiler" : être tordu. ex : prend pas ce bout là, y vinvoile tout.
- Viourne: Musique
- Virolets : petits virages en montagne (piémontais viret)
- Vissé (mal) : de mauvaise humeur
- Vogue : fête (en patois : vouga). Désormais la vogue s'emploie pour parler de la fête foraine.
- Voir : utiliser comme invitation à faire quelque chose (Viens donc voir t'aider à la cuisine !)
- Volan : grande faucille
- Vouloir : employé dans le sens de aller au futur (Si ton père y savait, il voudrait faire beau, tiens !; On dirait que ça veut pleuvoir...)
- Voyage : cargaison (Ça a fait 3 voyages de foin dans l'champ d'la Norine)

## W
- Wed'ze : orthographe commerciale, voir Ouedzet

## Y
- Y : pronom, remplace les pronoms personnels « le, la, les » (exemple : j'y sais, j'y fais pas cas). Pronom neutre hérité du latin via le francoprovençal qui connaît trois genres : masculin, féminin et neutre.
- Yaute (la) : la Haute-Savoie

## Z
- Zofater : verbe s'appliquant à une cafetière qui fait du bruit (la cafetière zofate)
- Zouins : Personnage aimant paresser tout en se plaignant

- Haut – A
- B
- C
- D
- E
- F
- G
- H
- I
- J
- K
- L
- M
- N
- O
- P
- Q
- R
- S
- T
- U
- V
- W
- X
- Y
- Z